# Halowe Mistrzostwa Świata w Lekkoatletyce 1987 – trójskok mężczyzn
Trójskok mężczyzn – jedna z konkurencji technicznych rozgrywanych podczas halowych mistrzostw świata w hali Hoosier Dome w Indianapolis. Kwalifikacje zostały rozegrane 6 marca, a finał 8 marca 1987. Zwyciężył reprezentant Stanów Zjednoczonych Mike Conley. Tytułu zdobytego na światowych igrzyskach halowych w 1985 nie obronił Christo Markow z Bułgarii, który tym razem zajął 4. miejsce.

## Rezultaty

### Kwalifikacje
Do kwalifikacji przystąpiło 20 skoczków. Do finału awansowali zawodnicy, którzy uzyskali odległość 16,70 m 2,24 m (Q), a gdyby było ich mniej niż 12, skład finał uzupełniliby kolejni najlepsi skoczkowie aż do łącznej liczby 12 (q).
Opracowano na podstawie materiału źródłowego.
| Miejsce | Zawodnik            | Wynik | Uwagi       |
| ------- | ------------------- | ----- | ----------- |
| 1       | Christo Markow      | 17,07 | Q           |
| 2       | Māris Bružiks       | 16,93 | Q           |
| 3       | Oleg Procenko       | 16,75 | Q           |
| 4       | Mike Conley         | 16,62 | q           |
| 5       | Ján Čado            | 16,58 | q           |
| 6       | Joseph Taiwo        | 16,55 | q           |
| 7       | Norifumi Yamashita  | 16,47 | q           |
| 8       | Frank Rutherford    | 16,40 | q           |
| 9       | Didier Falise       | 16,39 | q           |
| 10      | Al Joyner           | 16,36 | q           |
| 11      | Steve Hanna         | 16,25 | q           |
| 12      | Đorđe Kožul         | 16,13 | q           |
| 13      | Arne Holm           | 16,07 |             |
| 14      | Peter Beames        | 16,05 |             |
| 15      | Marios Chadziandreu | 15,72 |             |
| 16      | Serge Hélan         | 15,69 |             |
| 17      | José Quiñaliza      | 14,77 | [ 1 ] [ 2 ] |
| 18      | Edward Manderson    | 14,39 |             |
| 19      | Mauricio Carranza   | 13,74 | [ 1 ] [ 2 ] |
| –       | Hassan Badra        | NM    |             |
| –       | Ajayi Agbebaku      | DNS   |             |
| –       | Paul Emordi         | DNS   |             |
| –       | Jesús Oliván        | DNS   |             |

### Finał
Opracowano na podstawie materiału źródłowego.
| Miejsce | Zawodnik           | Wynik  | Uwagi |
| ------- | ------------------ | ------ | ----- |
| 1       | Mike Conley        | 17,54  | CR    |
| 2       | Oleg Procenko      | 17,26  |       |
| 3       | Frank Rutherford   | 17,02  |       |
| 4       | Christo Markow     | 16,96  |       |
| 5       | Al Joyner          | 16,92  |       |
| 6       | Joseph Taiwo       | 16,65  |       |
| 7       | Māris Bružiks      | 16,61  |       |
| 8       | Didier Falise      | 16,538 |       |
| 9       | Norifumi Yamashita | 16,43  |       |
| 10      | Ján Čado           | 16,33  |       |
| 11      | Steve Hanna        | 16,09  |       |
| 12      | Đorđe Kožul        | 15,59  |       |